# Kecskeméti Kálmán
Kecskeméti Kálmán (Budapest, 1942. július 7. –) fotóművész, festő, grafikus.

## Élete
Gyermekkorában kezdett rajzolni, édesapja háború előttről megmaradt banki kötvényeinek hátoldalára. Orvos édesapja szerette volna, ha őt követi a pályán, és úgy próbálta eltéríteni a művészpályától, hogy felkérte Bernáth Aurél festőművészt, beszélje le fiát a festésről. Bernáth azonban tehetségesnek találta és arra biztatta, hogy fessen tovább.
Az érettségi után nem vették fel elsőre a képzőművészetire, apja nem engedte többet felvételizni, ezért  elment kitanulni a nyomdász szakmát, majd korrektor és revizor is lett - eközben, napi szinten festett és képzőművészeti szabad-iskolákban tanult.
Első meghatározó támogatója Magyarász Imre festőművész volt, aki bemutatta Barcsay Jenőnek. Barcsay javaslatára és ajánlólevelével, mestert keresett. 1962–1965 között Pécsett Martyn Ferenc mellett dolgozott, tanítványaként, műtermet is kapott. Mellette a  nyomdában, mint korrektor ismerte meg Lázár Ervin írót, aki a Dunántúli Napló tördelőszerkesztője volt. 1963-tól szépirodalmi lapokban publikál (pl. Jelenkor, Nagyvilág, Képes Hét, Mozgó Világ, Élet és Irodalom). Verseit először Szabó Magdának küldte el véleményezésre, de mivel irodalmi ambíciói kevésbé voltak, inkább a festészetre fókuszált. 1963 óta festő-, ill. fotóművészként kiállító művész, első kiállításán Lázár Ervin méltatta, a Janus Pannonius Múzeumban, Pécsen. 1964-ben Petri-Galla Pál műtermében állított ki, Budapesten. Petri-Galla zenehallgató-szalont vitt, és a kiállításról megmaradt emlékkönyvből derült ki, hogy megfordult nála az akkori művészeti élet nagyjai közül Tandori Dezső, Szentkuthy Miklós, Korniss Dezső, Bálint Endre is.
Készített fotókat és  grafikákat, könyvekhez. Az 1970-es években Kovásznai György munkatársa volt a Pannónia Filmstúdióban. A kilencvenes évek közepétől felelős szerkesztőként több televíziós képzőművészeti műsort készített.
2001-ben a Károlyi Palota vezetője, majd 2002-ben az Ernst Múzeum igazgatóhelyettese volt. Látványtervezőként dolgozott a Magyar Televíziónak. Tagja volt a Mozgókép Alapítvány Animációs Szakkuratóriumának (1993–2005), majd kurátora a Nemzeti Kulturális Alap Mozgóképes Szakkollégiumának (2006–2009).
Tagja a Magyar Alkotóművészek Országos Egyesületének és a Magyar Festők Társaságának. Tiszteletbeli tagja a Magyar Filmművész Szövetségnek.

## Kiállítások
- 1963: Janus Pannonius Múzeum, Pécs

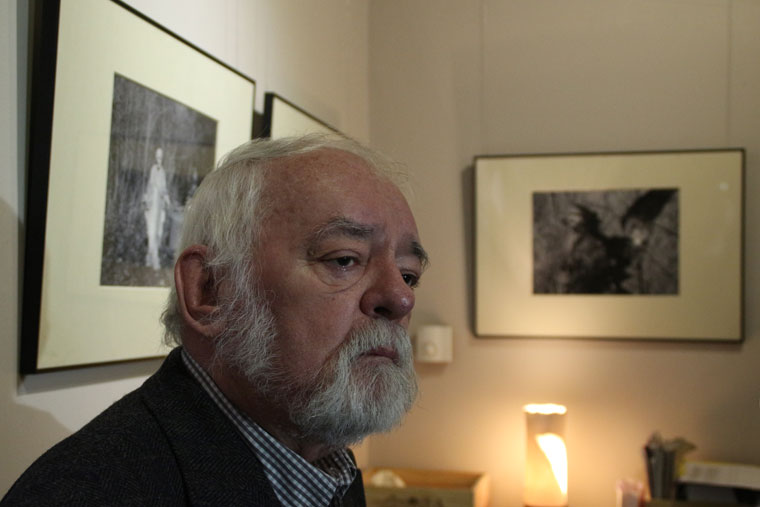
A Monokróm 2. kiállítás egyik kiállító művészeként 2014 novemberében (Eifert János felvétele)

- 1964: Petri-Galla Pál lakása (Molnár Péterrel)
- 1978: Pataky Művelődési Ház, Budapest (Kőrösi Papp Kálmánnal és Szalay Edittel)
- 1983: Magyar Építőművészek Szövetsége, Budapest
- 1987: Madách Művelődési Központ, Vác: Józsefvárosi Galéria, Budapest
- 1988: Fészek Klub, Budapest (fotó)
- 1989: Galéria, Dorog (fotó)
- 1992: Józsefvárosi Önkormányzat, Budapest (fotó)
- 1997: Arcok feketén-fehéren: Artotéka, a Fővárosi Szabó Ervin Könyvtár kőbányai könyvtára, Budapest (fotó)
- 1998: Feketén/fehéren, El Kalászi Galéria, Budapest
- 2001: Kiskunmajsai Múzeum, Kiskunmajsa: Fény Galéria, Budapest
- 2002: Képtár, Balassagyarmat: Fény Galéria, Budapest
- 2003: Abigail Galéria, Budapest
- 2009: OMKDK fotókiállítás, Budapest
- 2011: Párizs-Párizs fotókiállítás, Fészek Klub, Budapest
- 2012 Haas Galéria
- 2013 G12 Galéria
- 2018 G12 Galéria
- 2019 Hegyvidék Galéria[2]